# A Florida Enchantment
A Florida Enchantment é um filme mudo norte-americano dirigido por Sidney Drew. Lançado em 1914, foi protagonizado por Edith Storey, Drew e Ethel Lloyd.